# Lagnieu

Lagnieu este o comună în departamentul Ain din estul Franței.